# Propithex scintillulata
Propithex scintillulata är en fjärilsart som beskrevs av Louis Beethoven Prout 1941. Propithex scintillulata ingår i släktet Propithex och familjen mätare. Inga underarter finns listade i Catalogue of Life.